# Attheyella fluviatillis
Attheyella fluviatillis är en kräftdjursart som beskrevs av Claude Chappuis 1931. Attheyella fluviatillis ingår i släktet Attheyella och familjen Canthocamptidae. Inga underarter finns listade i Catalogue of Life.